# Пальмгрен, Селим
Сели́м Гу́став Адо́льф Па́льмгрен (фин. Selim Gustaf Adolf Palmgren; 16 февраля 1878, Бьёрнеборг, Великое княжество Финляндское, Российская империя — 13 декабря 1951, Хельсинки, Финляндия) — финский композитор, пианист, дирижёр и педагог.

## Биография
Начал обучение музыке в 1895 в Академии имени Сибелиуса, а с 1899 года — в Германии. Ученик Мартина Вегелиуса (гармония, контрапункт), В. Петцега, Генрика Мельцера, К. Экмана, а также Ферруччо Бузони и Конрада Анзорге (фортепиано). В 1909—1912 годах — дирижёр симфонического оркестра Музыкального общества в Турку. Сочинениям Пальмгрена присущи яркий национальный колорит и живописность. Вёл активную гастрольную деятельность. С 1927 года преподавал композицию в своей альма-матер, а в 1939 году становится её профессором по классу гармонии, композиции и фортепиано. Среди учеников: Жорж де Годзинский, Эйнар Энглунд и др. Писал музыку к спектаклям, занимался обработкой народных песен.
Был женат на певице Майкки Ярнефельт.

## Сочинения
- опера «Даниель Хьюрт» / Daniel Hjort (1910, Турку)
- 4 симфонические картины «Из Финляндии» для оркестра / Aus Finnland, 4 Symphonic Pieces for Orchestra
- сюита «Времена года»
- «Пастораль» в трёх картинах / A Pastoral in 3 Scenes, Suite for Piano / Orchestra
- концерт № 4 «Апрель» для фортепиано с оркестром / Piano Concerto No.4 («April», 1928)